# Joel Ward
Joel Edward Philip Ward (ur. 29 października 1989 w Emsworth) – angielski piłkarz występujący na pozycji obrońcy w Crystal Palace.

## Statystyki kariery
| Sezon   | Klub               | Kraj   | Rozgrywki      | Mecze | Bramki |
| ------- | ------------------ | ------ | -------------- | ----- | ------ |
| 2008/09 | Portsmouth         | Anglia | Premier League | 0     | 0      |
| 2008/09 | Bournemouth (wyp.) | Anglia | League Two     | 21    | 1      |
| 2009/10 | Portsmouth         | Anglia | Premier League | 3     | 0      |
| 2010/11 | Portsmouth         | Anglia | Championship   | 42    | 3      |
| 2011/12 | Portsmouth         | Anglia | Championship   | 44    | 3      |
| 2012/13 | Crystal Palace     | Anglia | Championship   | 25    | 0      |
| 2013/14 | Crystal Palace     | Anglia | Premier League | 36    | 0      |
| 2014/15 | Crystal Palace     | Anglia | Premier League | 37    | 1      |
| 2015/16 | Crystal Palace     | Anglia | Premier League | 30    | 2      |
| 2016/17 | Crystal Palace     | Anglia | Premier League | 38    | 0      |
| 2017/18 | Crystal Palace     | Anglia | Premier League | 19    | 0      |
| 2018/19 | Crystal Palace     | Anglia | Premier League | 7     | 1      |
| 2019/20 | Crystal Palace     | Anglia | Premier League | 29    | 0      |
| 2020/21 | Crystal Palace     | Anglia | Premier League | 26    | 0      |
| 2021/22 | Crystal Palace     | Anglia | Premier League | 11    | 0      |